# Eudistoma one
Eudistoma one är en sjöpungsart som beskrevs av Monniot 1987. Eudistoma one ingår i släktet Eudistoma och familjen Polycitoridae. Inga underarter finns listade i Catalogue of Life.